# 701

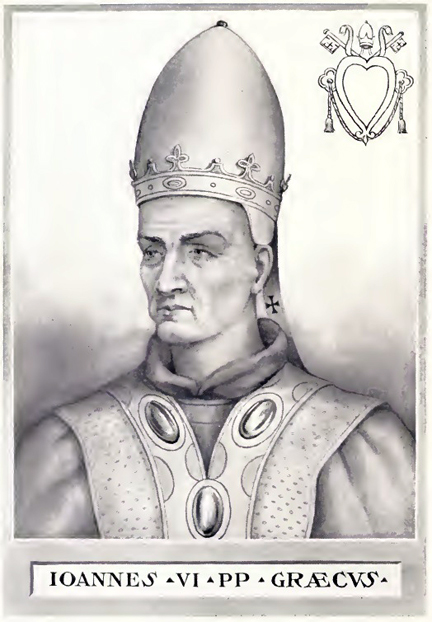
Paus Johannes VI (701-705)

Het jaar 701 is het 1e jaar in de 8e eeuw volgens de christelijke jaartelling.

## Gebeurtenissen

### Europa
- Koning Raginpert overlijdt en wordt opgevolgd door Liutpert die de troon opnieuw opeist (zie: 700). Hij wordt op zijn beurt in Pavia in opdracht van Aripert, zoon van Raginpert, in zijn bad gewurgd. Aripert II wordt als koning van de Longobarden gekroond.
- In het Frankische Rijk doet het drieslagstelsel zijn intrede, met deze landbouwmethode worden één op de drie akkergronden of "kouters" (om beurten) een jaar braakliggend gelaten. (waarschijnlijke datum)

### Azië
- Keizer Monmu voert de Code van Taihō in, de wet bestaat uit twee hoofddelen; de ryo, bestaande uit 30 hoofdstukken met meer dan 900 artikelen, waaronder de bestuurlijke instanties. En de ritsu, het eerste officiële wetboek van strafrecht in Japan.

### Zuid-Amerika
- Tiahuanaco (huidige Bolivia) bij het Titicacameer groeit uit tot een van de welvarendste hoofdsteden; er staan paleizen, piramides (o.a. de "Verzonken Tempel"), en de stad is omgegeven door landbouwgronden die door een irrigatiesysteem bevloeid worden. (waarschijnlijke datum)

## Religie
- 8 september - Paus Sergius I overlijdt in Rome na een pontificaat van 14 jaar. Hij wordt opgevolgd door Johannes VI als de 85e paus van de Katholieke Kerk.
- Egwin, bisschop van Worchester, sticht de benedictijner abdij van Evesham.

## Geboren
- Li Bai (of Li Po), Chinees dichter (overleden 762)
- Shomu, keizer van Japan (overleden 756)
- Wunibald, Angelsaksisch missionaris (overleden 761)

## Overleden
- Liutpert, koning van de Longobarden
- Raginpert, koning van de Longobarden
- 5 mei - Maurontius (66), Frankisch abt
- 8 september - Sergius I, paus van de Katholieke Kerk